# Famille von der Lippe
La famille von der Lippe est une famille de la noblesse ancienne de Westphalie. Elle ne doit pas être confondue avec la famille princière de Lippe, dont certains descendants de naissance illégitime signent aussi von der Lippe.

## Historique
L'histoire de cette famille remonte à 1180 avec Henricus de Lippia au sud-est de la Westphalie. Les racines des Lippe se trouvent liées à Paderborn, diocèse au sein du Saint-Empire romain germanique. Les Lippe sont drossarts (charge équivalant à sénéchal) des évêques de Paderborn et nombre d'entre eux sont chanoines laïcs au chapitre de la cathédrale. On peut encore admirer leurs pierres tombales ou épitaphes à la cathédrale. Au XIVe siècle, ils s'établissent à Vinsebeck. Le château fort est transformée en demeure patricienne baroque au XVIIIe siècle. Après la mort du baron Moritz Anton Johann Victor von der Lippe (1714–1767), le château passe aux comtes von Wolff-Metternich.
La référence principale en ce qui concerne l'histoire de cette famille est la chronique en trois tomes (1921-1923) des Seigneurs et barons von der Lippe rédigée par le baron Viktor von der Lippe (de la branche de Wintrup) avec la collaboration de Friedrich Philippi. 

## Lignées

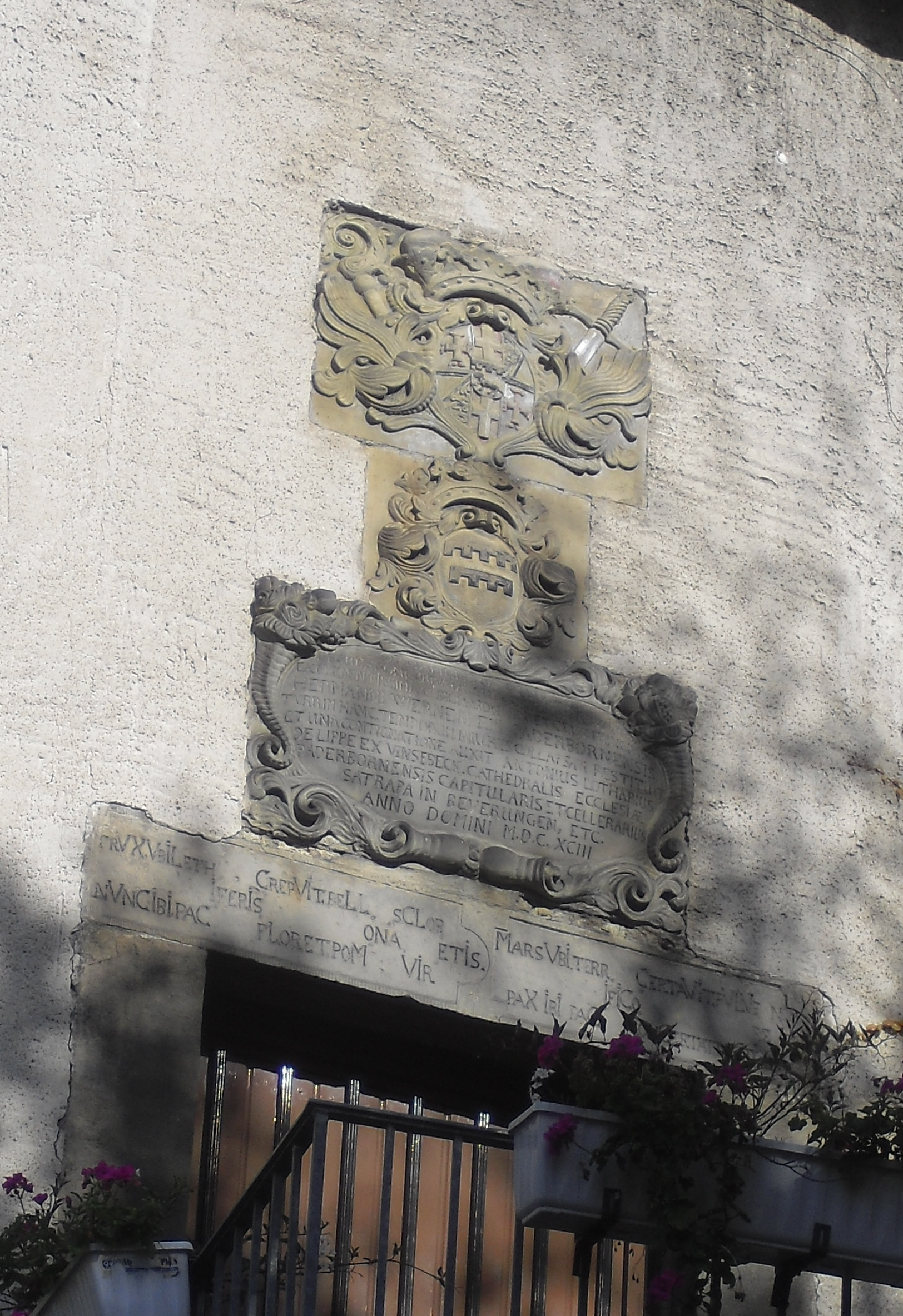
Armes de la famille von der Lippe, au-dessous de celle de la famille von Wolff-Metternich au château Heiersburg de Paderborn.

La famille est partagée en différentes lignées:
- Branche aînée de Vinsebeck (éteinte en 1767)
- Branche cadette de Vinsebeck (éteinte en 1697)
- Branche de Godelsheim (éteinte en 1759 ?)
- Lignée de Wintrup
- Lignée d'Ottenhausen (éteinte en 1736)
- Lignée au royaume de Danemark (éteinte en 1785)
- Lignée de Sandebeck